# كوكي كوتإيهغاوا
كوكي كوتإيهغاوا (باليابانية: 小手川 宏基) (12 سبتمبر 1989 في أويتا في اليابان – )؛ هو لاعب كرة قدم ياباني سابق كان يلعب كلاعب وسط.

## وصلات خارجية
- كوكي كوتإيهغاوا على موقع رابطة كرة القدم اليابانية للمحترفين (اليابانية)
- كوكي كوتإيهغاوا على موقع قاعدة بيانات كرة القدم.إي يو (الإنجليزية)
- كوكي كوتإيهغاوا على موقع Soccerway.com (الإنجليزية)
- كوكي كوتإيهغاوا على موقع عالم كرة القدم.نت (الإنجليزية)
- كوكي كوتإيهغاوا على موقع كووورة